# Yousif Jaber
Yousif Jaber (Emiratos Árabes Unidos; 25 de febrero de 1985) es un futbolista de los Emiratos Árabes Unidos que juega en la posición de centrocampista y que actualmente milita en el Shabab Al-Ahli Dubai FC de la UAE Pro League.

## Carrera

### Club
| Periodo   | Club                    | Apariciones | Goles |
| --------- | ----------------------- | ----------- | ----- |
| 2003-2007 | Baniyas Club            | 94          | 24    |
| 2007-2010 | Al-Ahli FC              | 58          | 6     |
| 2010-2019 | Baniyas Club            | 190         | 21    |
| 2019-     | Shabab Al-Ahli Dubai FC | 43          | 8     |

### Selección nacional
Jugó para Emiratos Árabes Unidos en 47 ocasiones de 2007 a 2021 y anotó dos goles; participó en dos ediciones de la Copa Asiática y en los Juegos Asiáticos de 2006.

## Logros
- UAE Pro League (2): 2008-09, 2010-11
- Copa Presidente de Emiratos Árabes Unidos (2): 2007-08, 2011-12
- Supercopa de los Emiratos Árabes Unidos (1): 2008
- Copa de Clubes Campeones del Golfo (1): 2012-13